# Edward Powys Mathers
Edward Powys Mathers (28. srpna 1892 Londýn – 3. února 1939 Londýn) byl anglický překladatel, básník a průkopník kryptických křížovek.

## Osobní život
Narodil v londýnském Forest Hillu, jeho otcem byl Edward Peter Mathers, majitel novin. Studoval na Loretto School a Trinity College v Oxfordu.
V roce 1919 se oženil s Rosamond Crowdy (5. července 1886 – 7. června 1965), třetí dcerou plukovníka H. Crowdyho, RE.
Zemřel ve spánku ve svém domě na Hampsteadu.

## Dílo
V roce 1919 byl vydán jeho překlad kašmírského básníka Bilhany pod názvem Bilhana: Black Marigolds. Jedná se o volnou interpretaci v tradici Edwarda FitzGeralda. John Steinbeck mnoho jeho veršů cituje v románu Na plechárně.
V roce 1920 vyšla Mathersem přeložená sbírka The Garden of Bright Waters: One Hundred and Twenty Asiatic Love Poems.
V roce 1923 byl vydán jeho překlad Tisíce a jedné noci. Mathers ji do angličtiny přeložil z francouzského překladu od Josepha Charlese Mardruse. Jeho anglická verze je proto známá jako Mardrus/Mathers. Některé z jeho překladů zhudebnil Aaron Copland.
Mathers od roku 1926 pod pseudonymem Torquemada (podle Tomáse de Torquemada) sestavoval pro časopis The Observer kryptické křížovky. Knižně byly poté vydány ve dvou svazcích: Crosswords for Riper Years (1925) a Torquemada Puzzle Book (1934), která kromě křížovek obsahovala i detektivní hádanku Kainova čelist.
Pod pseudonymem Torquemada také v letech 1934 až 1939 psal recenze na detektivní příběhy.